# 宮澤佳甫
宮澤 佳甫（みやざわ けいすけ）は、日本の工学研究者。金沢大学理工研究域フロンティア工学系助教。学位は金沢大学博士（工学）。

## 受賞歴
- 2016年「金沢大学自然科学研究科長賞」受賞[1]。
- 2017年「第41回（2016年秋季）応用物理学会講演奨励賞」受賞[1]。
- 2018年「第37回表面科学学術講演会講演奨励賞」受賞[2]。